# Мала ноћна музика (филм из 1977)
„Мала ноћна музика” је југословенски и српски комични филм из 1977. године. Режирао га је Владимир Момчиловић а сценарио је написао Гордан Михић. Филм је снимљен под издавачком кућом ТВ Београд.

## Улоге
| Глумац              | Улога |
| ------------------- | ----- |
| Мија Алексић        |       |
| Љиљана Драгутиновић |       |
| Милена Дравић       |       |
| Бора Тодоровић      |       |